# Автономна спілка трудящих
АСТ (Автономна Спілка Трудящих) — міжнародна політична організація, що стоїть на позиціях революційного синдикалізму, заснована в 2011 році в Києві. На момент заснування до неї ввійшли люди, що брали участь в інших анархістських, лівих і профспілкових ініціативах — зокрема, в студентській профспілці Пряма дія та в Медіа-профспілці. Згодом з організації вийшли носії нелібертарних марксистських поглядів, і наразі вона складається виключно з анархістів і лібертарних марксистів.
Станом на 2018 р. активна діяльність АСТ припинена.

## Діяльність АСТ
Низка активістів АСТ ще до створення організації брали активну участь у багатьох соціальних кампаніях. Окремо слід відзначити кампанію проти нового Трудового Кодексу, яка триває починаючи з 2008 року. Схожі проекти реформи трудового законодавства подавалися при різних президентах і урядах, але всі вони критикувалися лівими активістами, і їх прийняття щоразу вдавалося заблокувати завдяки акціям протесту. Згідно з декларацією АСТ, цей досвід, разом із досвідом кампанії проти Закону «Про освіту», яку вела профспілка Пряма дія, і став стимулом для створення АСТ. На даний момент жоден із нових проектів Трудового Кодексу так і не був прийнятий.
АСТ брала участь у кампанії проти закону про мирні збори, який лобіювався адміністрацією Януковича і, в разі прийняття, міг би ускладнити проведення мирних акцій протесту. Організація співпрацювала зі Всеукраїнською коаліцією «За мирний протест!», яка вимагала відхилення відповідного «законопроекту Захарченка-Ставнійчук». Також АСТ брала участь і в інших акціях та кампаніях: кампанія проти приватизації залізниці, кампанія проти пенсійної реформи, кампанія проти підвищення цін на громадський транспорт, що згодом переросла в кампанію за безкоштовний проїзд. Організація брала участь у антиклерикальних акціях, підтримувала феміністські й антидискримінаційні ініціативи. Студенти і студентки, що входять до АСТ, займаються протестною діяльністю в університетах.
Організація не раз влаштовувала акції солідарності з українськими, російськими, казахськими, британськими, польськими, турецькими, німецькими, білоруськими, грецькими товаришами по міжнародному лівому руху.
АСТ є традиційною співорганізаторкою та учасницею ліворадикальних першотравневих маршів у Києві та інших містах. Вона бере участь і в менш радикальних вуличних протестах, присвячених захисту інтересів найманих працівників.
Члени АСТ брали і продовжують брати участь у трудових конфліктах, надаючи інформаційну та юридичну допомогу колективам і найманим працівникам, які вступають у конфлікт із роботодавцем. При цьому АСТ не обмежуєтся стандартними методами, застосовуючи, зокрема, і тактику прямої дії.
Згідно з програмними документами організації, АСТ стоїть на позиціях класової боротьби, а кінцевою метою бачить ліквідацію капіталістичного ладу та побудову бездержавного безкласового суспільства.

## АСТ під час і після Майдану

### АСТ-Київ
АСТ-Київ спочатку не брала ніякої участі в подіях на Майдані, обґрунтовуючи це впливом ультраправих і парламентських політиків, наявністю ультраправого порядку денного. Однак АСТ засудила побиття студентів 30 листопада, різко виступила проти законів 16 січня. Саме після прийняття цих законів багато членів організації в індивідуальному порядку вирішили взяти участь у Майдані, переважно в гуманітарних ініціативах (таких, як чергування в лікарнях). Але дехто був і на передовій, під час боїв на вул. Грушевського та заключних зіткнень. Члени АСТ підтримали окупацію студентами Міністерства освіти, здійснену невдовзі після втечі Януковича.
АСТ-Київ стала першою лівою орагінзацією, яка провела в Києві акцію протесту проти вже нової влади.

### АСТ-Харків
АСТ-Харків брала активну участь у місцевому Майдані, маючи більше можливостей для інтеграції в його структури та озвучування своїх вимог. «Лібертарний десяток», створений АСТ, відігравав роль у забезпеченні безпеки місцевого Майдану. Влітку 2014 року активісти АСТ зайняли порожню муніципальну будівлю, перетворивши її на соціально-культурний центр «Автономія», який використовували для надання тимчасового житла переселенцям із зони АТО та проведення освітніх і політичних заходів. Через розкол у колективі, що відбувся восени 2014 року, культурний центр функціонує окремо від місцевої АСТ.

### Ставлення до ситуації на Донбасі та в Криму
Обидва осередки АСТ відмежувались від виступів на Сході України, визначивши їх як ультраправі та реакційні. Члени АСТ в своїх публікаціях вказували на російську агресію в Україні та характеризували передачу Криму як анексію.
Організація виступила проти примусової мобілізації на території України, а також проти намагань влади прикривати війною закручування гайок у сфері політичних свобод і демонтаж елементів соціальної держави. Гасла «Проти знецінення життя» та «Війна нічого не спише» стали центральними на анархістському мітингу 1 травня 2015 року, який проводився за участі АСТ.

## Структура та принципи АСТ
Автономна Спілка Трудящих не має лідерів. Усі рішення приймаються колективно, голосуванням або консенсусом. Посади мають імперативний мандат: особи, що виконують ті чи інші обов'язки, обираються та відкликаються згідно з колективними рішеннями. В АСТ наявні регіональні та галузеві спілки. Регіональних на даний момент три: АСТ-Київ, АСТ-Харків, АСТ-Москва; галузева — АСТ-Думка, що об'єднує працівників нематеріальної праці.
Організація заявляє, що не сприймає будь-які форми націоналізму, шовінізму, расизму, дискримінації за ознаками статі, ґендеру, віку, статевих чи культурних смаків, підтримує феміністські ініціативи та боротьбу пригнічених меншин за свої права. АСТ відмовляється від співпраці з державою, роботодавцями, політичними партіями, релігійними конфесіями, правими та консервативними організаціями.

## Зв'язані проекти
- Безпартшкола (БПШ) — відкритий самоосвітній проект, заснований АСТ, в рамках якого у 2014 р. проводилися лекції, семінари та дискусії на соціально-політичні й культурні теми для широкого кола слухачів.
- Спільно з незалежною студентською профспілкою Пряма дія в рамках Лібертарного кіноклубу проводилися щотижневі покази й обговорення художнього та документального політичного, гостросоціального і контркультурного кіно.
- Частина активу АСТ задіяна в редколегії контркультурного видання Нігіліст.[28]
- За участі членів АСТ в Києві було створено видавничий кооператив ВК17, що планував випускати анархістські книги.
- Члени АСТ співпрацювали із деякими спортивними ініціативами, об'єднаними під назвою «Пролетарська культурно-спортивна асоціація». Зокрема, проводилися тренування з регбі та бойових мистецтв.

## Конфлікти та критика
Автономна Спілка Трудящих починаючи з 2012 року виступала за політичне відмежування анархістів від соціал-демократів та інших партійних лівих. Критиці піддавалися не лише сталіністські організації, але й інші продовжувачі більшовицької традиції, в тому числі троцькісти. Згодом багато російських лівих, зокрема КРАС і РСД, звинувачували АСТ в українському націоналізмі та русофобії за те, що низка членів організації в своїх публікаціях указували на Росію як головного винуватця війни на Донбасі й бажали їй поразки більшою мірою, ніж «своїй» державі..
Окрім цього, АСТ була піддана критиці з боку націоналістичних організацій України за анархістські погляди. Зокрема, українські ліві націоналісти звинувачували її в «національному нігілізмі» та українофобії за заперечення права націй на самовизначення та невизнання прогресивної ролі УПА.